# Statki więzienia

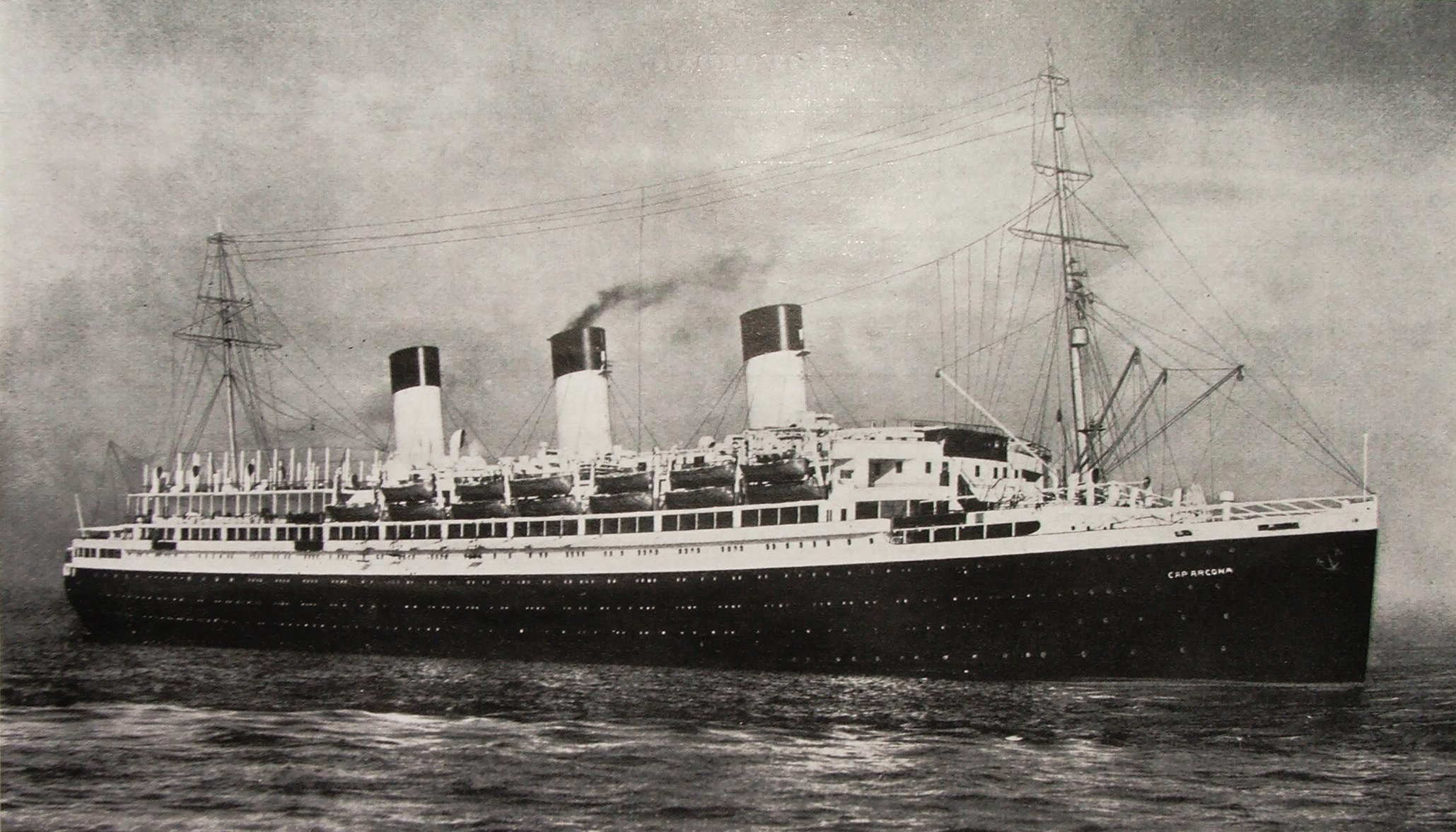
SS Cap Arcona – niemiecki statek więzienny zatopiony przez lotnictwo brytyjskie w 1945

Statki więzienia – są utożsamiane z niemieckimi i japońskimi zbrodniami wojennymi podczas II wojny światowej na morzu. Były one miejscami zbrodni – na ich pokładach ginęli w nieludzkich warunkach oraz byli często torturowani jeńcy i więźniowie. Zazwyczaj byli to obywatele państw obcych, bezprawnie więzieni i prześladowani w sposób sprzeczny z prawem i zasadami ludzkości. Często statki zostawiano na otwartym morzu, aby nie było z nich drogi ucieczki, lub stwarzano na nich warunki powodujące choroby lub śmierć.
Statki te były środkiem zbrodni wojennych na morzu popełnionych z premedytacją do fizycznego zlikwidowania umieszczonych na nich więźniów. Przykładem takich statków były „Cap Arcona”, „SS Thielbeck”, „Athen”.

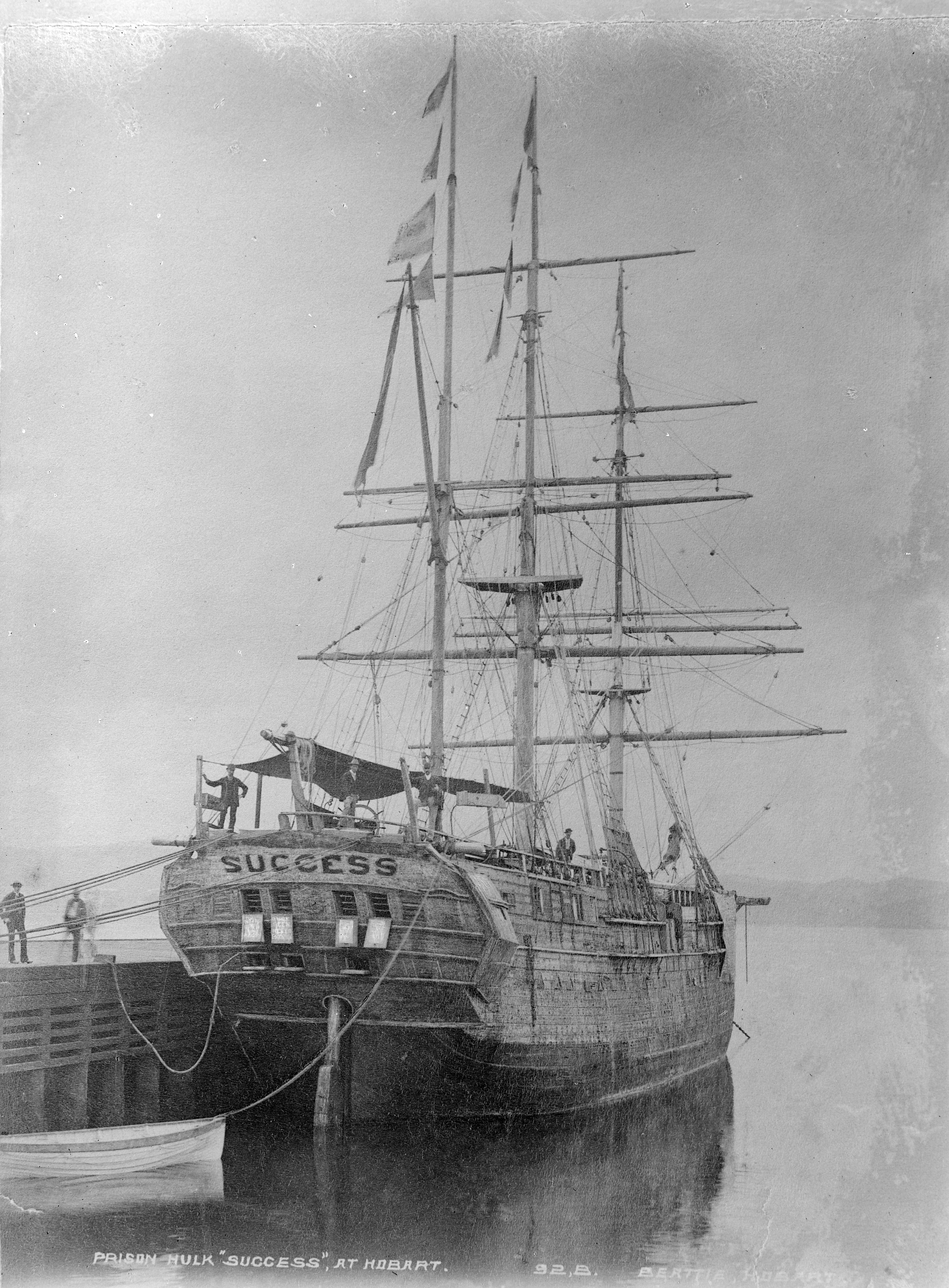
Prison Hulk „Success” w Hobart